# Франц I фон Брауншвайг-Волфенбютел
Франц фон Брауншвайг-Волфенбютел (на немски: Franz von Braunschweig-Wolfenbüttel; * 1492; † 25 ноември 1529, Волфенбютел) е принц от род Велфи (Среден Дом Брауншвайг) и като Франц I от 1508 до 1529 г. епископ на Минден.

## Живот
Той е третият син на Хайнрих I (1463 – 1514), херцог на Херцогство Брауншвайг-Люнебург и княз на Брауншвайг-Волфенбютел, и съпругата му Катарина от Померания († 1526), дъщеря на херцог Ерих II от Померания. Брат е на Христоф (1487 – 1558), епископ на Ферден и архиепископ на Бремен, на херцог Хайнрих II (1489 – 1568), нар. Младия, на Георг (1494 – 1566), архиепископ на Бремен, епископ на Ферден.
Франц е избран на 16 години за епископ на Минден и от 1511 г. живее в града.